# 2073
2073 — 2073 рік нашої ери, 73 рік 3 тисячоліття, 73 рік XXI століття, 3 рік 8-го десятиліття XXI століття, 4 рік 2070-х років.